# Krystal Rivers
Krystal Rivers, född 23 maj 1994 i Birmingham, Alabama, USA, är en volleybollspelare (spiker).
Krystal Rivers karriär började med det lokala laget Ramsay. Därefter spelade hon med University of Alabamas lag Alabama Crimson Tide i NCAA Division I från 2012 till 2016. Hon blev utvald till All-America-laget 2014. Hon lämnade USA för Europa och Frankrike 2017, då hon började spela med Béziers Volley i Ligue A. Hon spelade med dem i ett år innan hon gick över till Allianz MTV Stuttgart i Volleyball-Bundesliga, som hon spelat med sedan dess. Hon har blivit både fransk och tysk mästare. Individuellt utsågs hon till mest värdefulla spelare i tyska cupen 2020.
Hon debuterade i seniorlandslaget 2018 och var med i laget som tog guld i panamerikanska cupen samma år.